# Stein im Jauntal

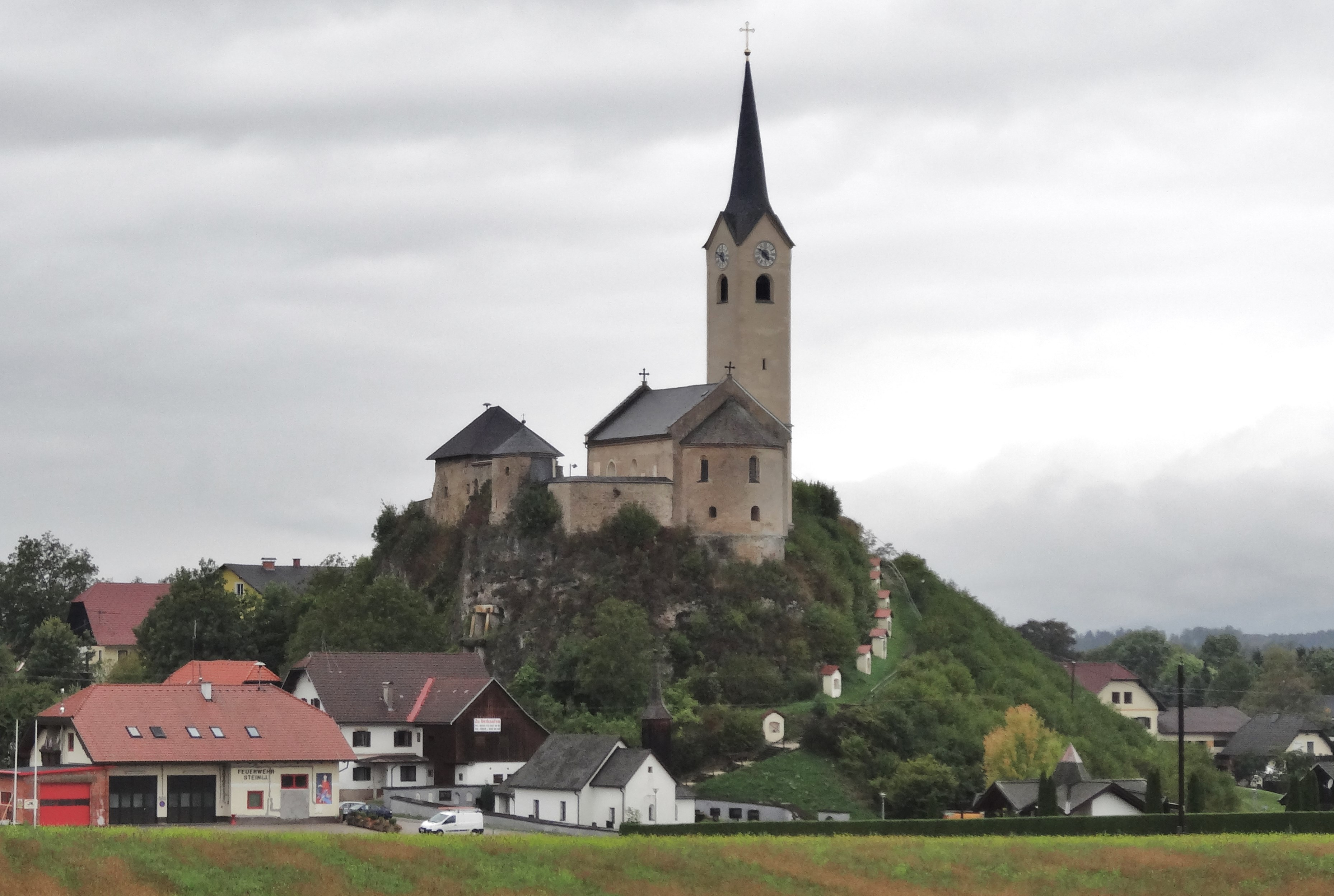
Stein im Jauntal. Übersicht mit Friedhofskirche, Kärntner Kreuzweg und Pfarrkirche

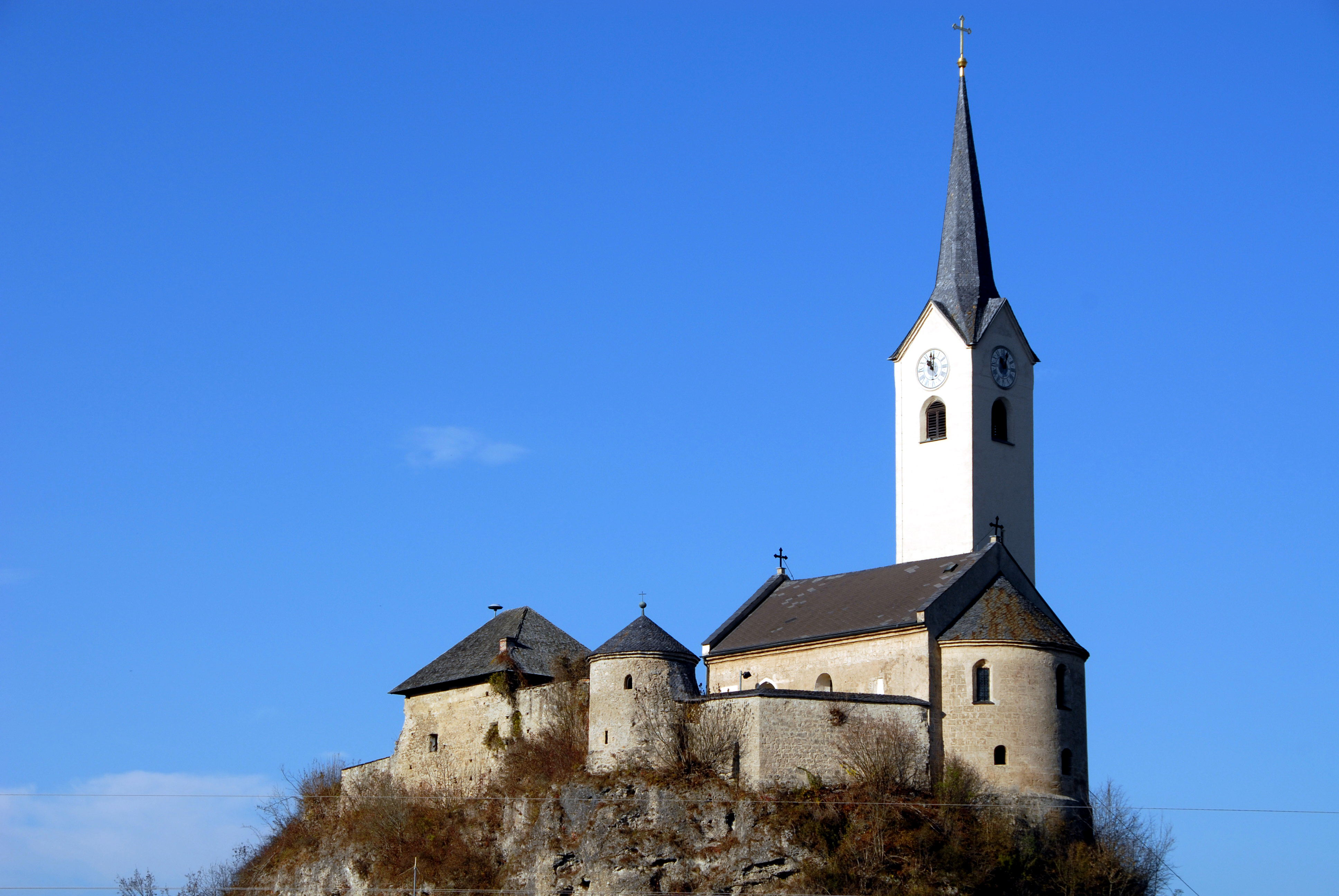
Propstei in Stein im Jauntal

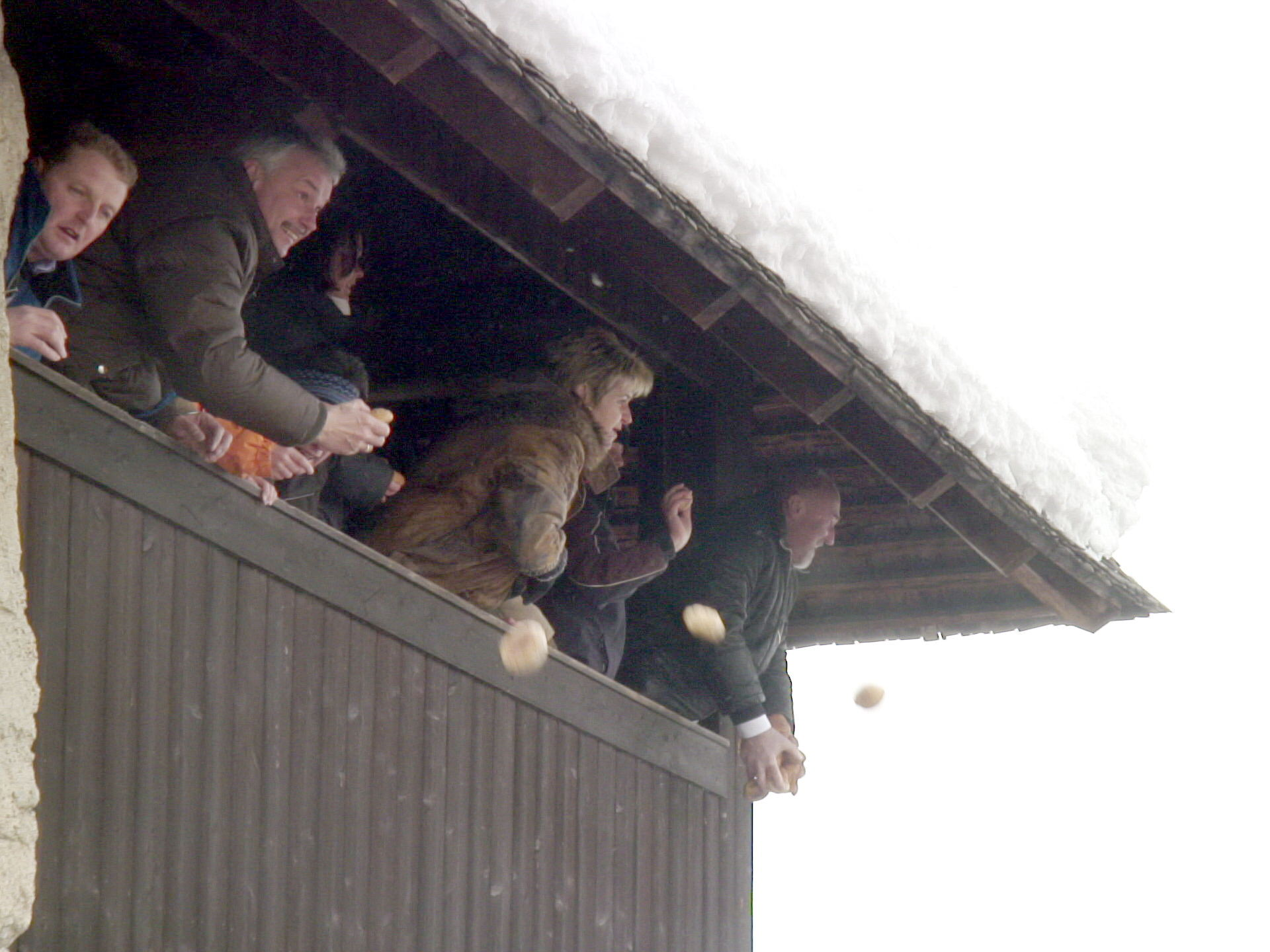
Striezelwerfen in Stein im Jauntal

Stein im Jauntal (slowenisch: Kamen v Podjuni) ist eine Ortschaft in der Gemeinde Sankt Kanzian am Klopeiner See, liegt in 472 m Seehöhe über dem Normalniveau und zählt 207 Einwohner (Stand 2001).

## Kultur und Sehenswürdigkeiten

### Katholische Pfarrkirche Sankt Lorenz
Die Sankt Lorenz-Kirche im Dekanat Eberndorf soll schon im 11. Jahrhundert gestiftet worden sein. Die Bauart dieser kleinen Kirche, die sich auf einem gegen Süden und Osten steil abfallenden Hügel erhebt, zeigt verschiedene Bauzeiten für die einzelnen Teile. Der nach innen dreiseitige, nach außen halbrunde Chorschluss samt Krypta gehört noch der romanischen Zeit an. Das Schiff hat ein einjochiges, quadratisches Langhaus und einen einjochigen Chor mit Kreuzrippengewölbe und drei runden Schlusssteinen. Der Turm stammt aus neuerer Zeit. An der Südseite steht ein nach innen achtseitiger, nach außen runder Karner aus behauenem Stein mit halbrunder Konche, spitzbogigem Gewölbe, mit zwei halbrunden Mauerschlitzen, spitzbogig geschrägter Türe und kegelförmigem Dach über dem Gesims.

### Katholische Friedhofskirche Sankt Margareta
Die katholische Friedhofskirche ist der hl. Margarete geweiht und ebenfalls romanischen Ursprungs mit späterer Erweiterung. Der barocke Hauptaltar zeigt eine Statue der hl. Margarete, flankiert von zwei Heiligen. An der südlichen Innenwand sind Reste gotischer Freskomalerei zu sehen.

### Kärntner Kreuzweg
Die Stationen des Kärntner Kreuzweges, der vom Tal zur Pfarrkirche hinaufführt, wurden von zeitgenössischen Künstlern geschaffen.

### Bildstöcke
Sehenswert sind der große und der kleine Hildegard-Bildstock im Ort.

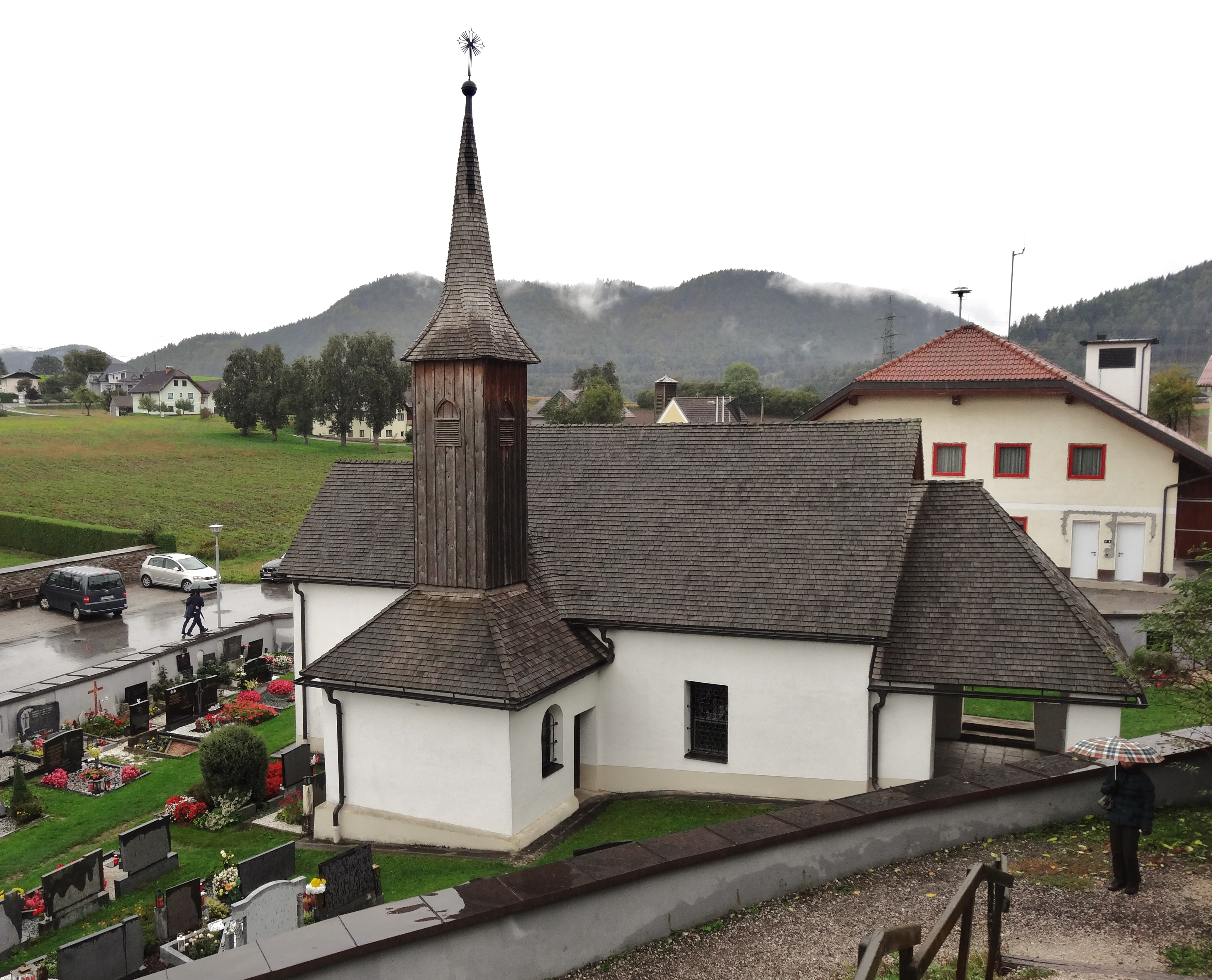
Friedhofskirche Sankt Margareta
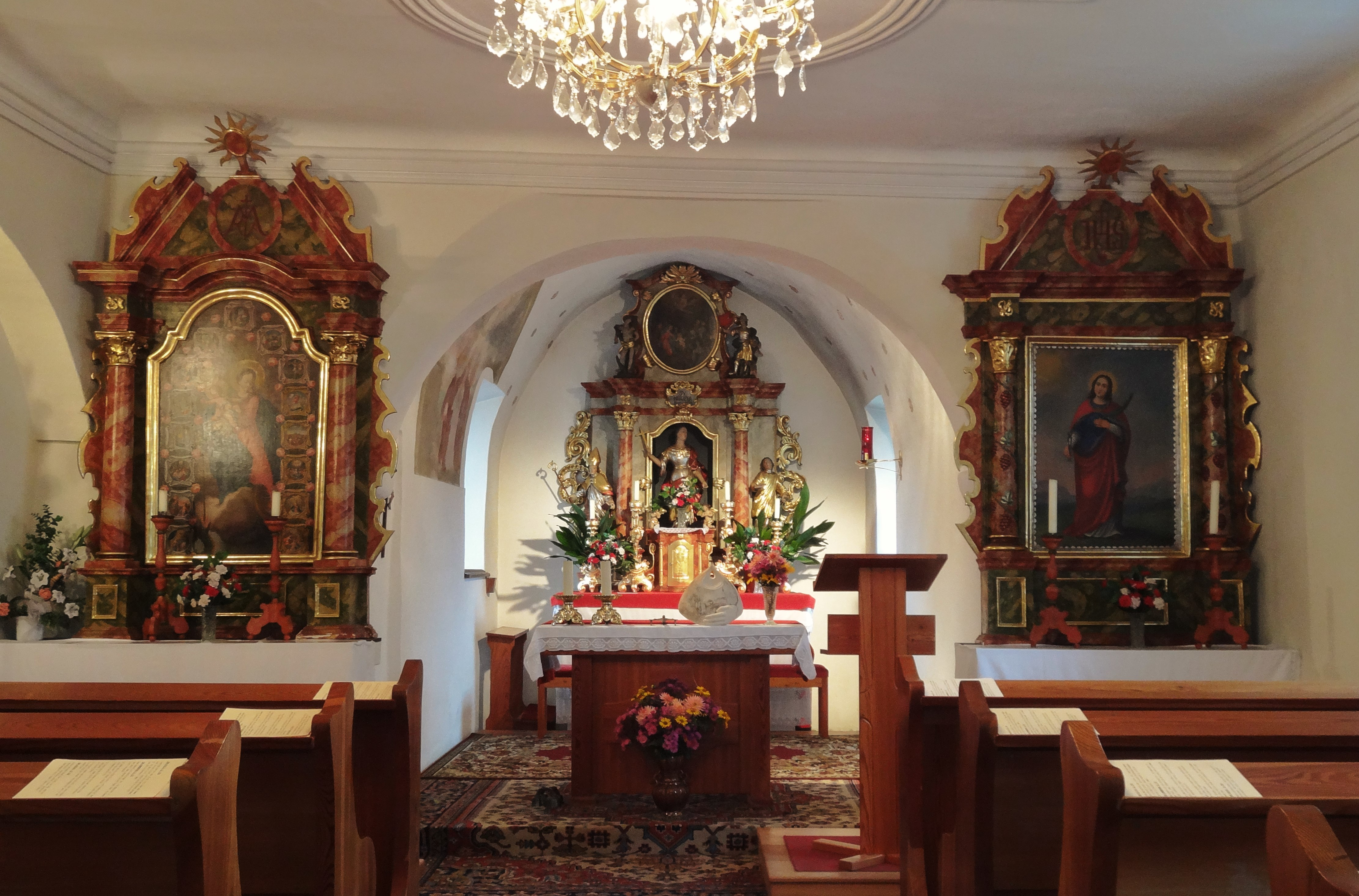
Friedhofskirche Sankt Margareta, Innenansicht
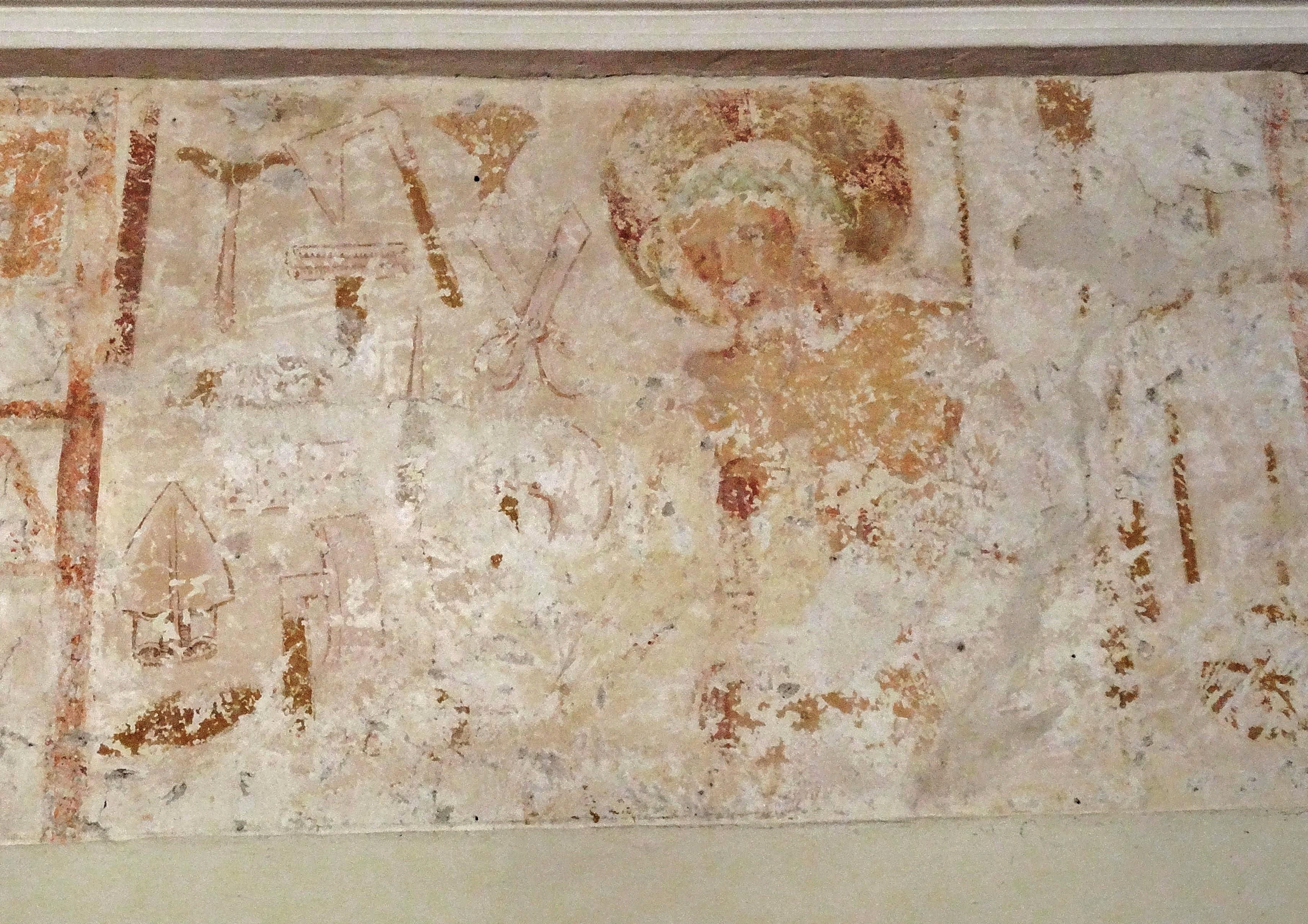
Freskomalerei an der südlichen Innenwand der Friedhofskirche Sankt Margareta
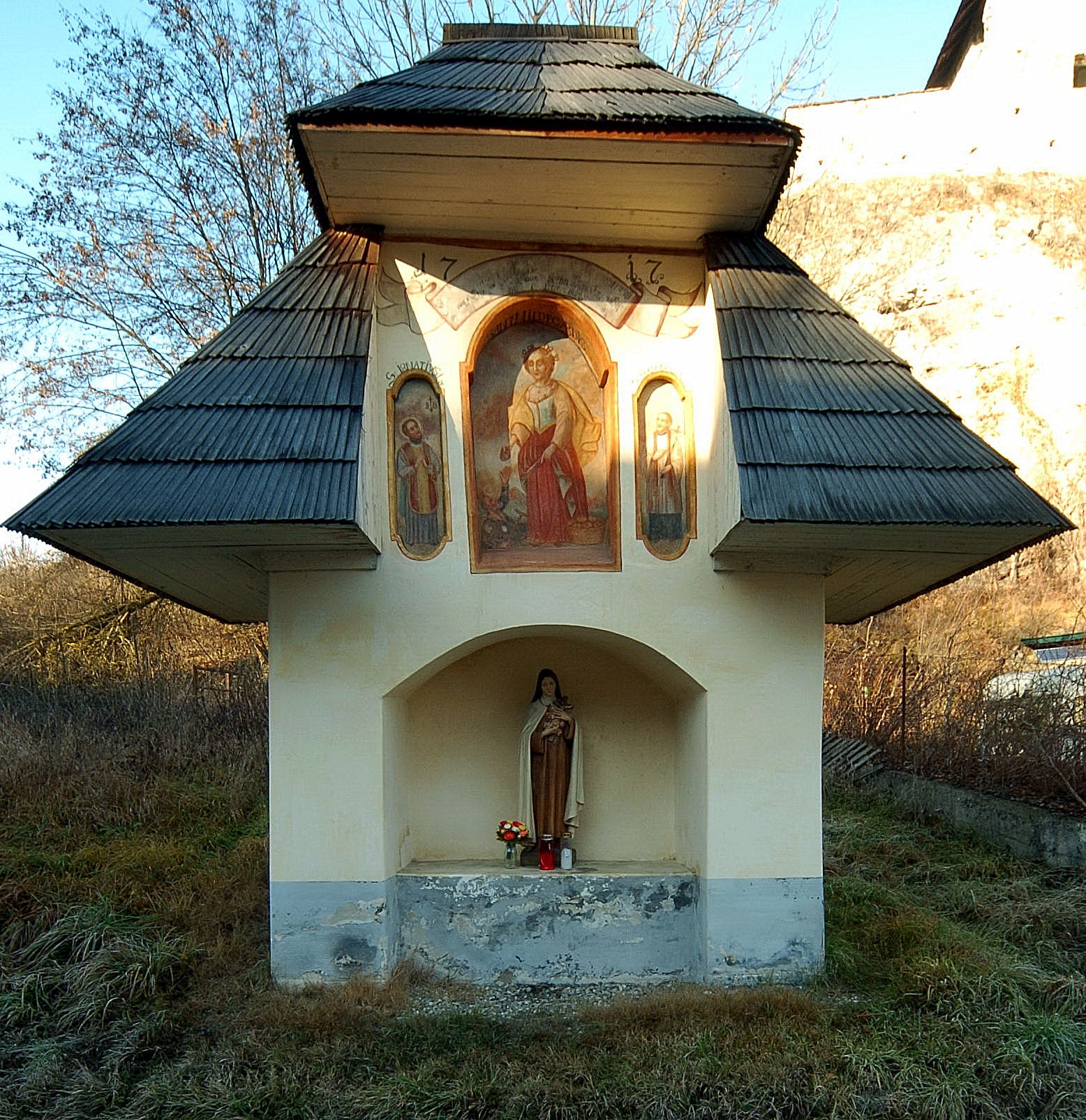
„Großer Hildegardsstock“ in Stein im Jauntal

## Brauchtum
Vor der Pfarrkirche findet alljährlich am ersten Sonntag im Februar das sogenannte Striezelwerfen zu Ehren der heiligen Hildegard von Stein statt; es bezieht sich auf ihre Mildtätigkeit.

## Verkehr
Die Ortschaft ist sowohl über Schiene wie auch Straße sehr gut erreichbar.
An der Eisenbahnlinie Klagenfurt – Bleiburg gelegen, verfügte der Ort über einen eigenen Bahnhof Tainach-Stein. Dieser Bahnhof wurde im Zug des Streckenausbaus im Projekt Koralmbahn aufgelassen, der nächstgelegene Bahnhof ist Kühnsdorf-Klopeiner See, von Stein im Jauntal aus mit dem Bus zu erreichen.
Die gut ausgebaute Verbindungsstraße Sankt Kanzian am Klopeinersee nach Gallizien schließt den Ort an das Straßennetz an.
Durch Stein verläuft mit dem Eisenwurzenweg ein österreichischer Weitwanderweg.